# Movimento Nazionale Turco
Il Movimento Nazionale Turco (in turco Millî Hareket) comprendeva le attività politiche e militari dei rivoluzionari turchi che portarono alla creazione e formazione della moderna Repubblica di Turchia, come conseguenza della sconfitta dell'Impero ottomano nella prima guerra mondiale, la successiva occupazione di Costantinopoli e la caduta dell'impero ottomano da parte degli Alleati sotto i termini dell'Armistizio di Mudros. Gli ottomani videro il movimento come parte di una cospirazione internazionale contro di loro.

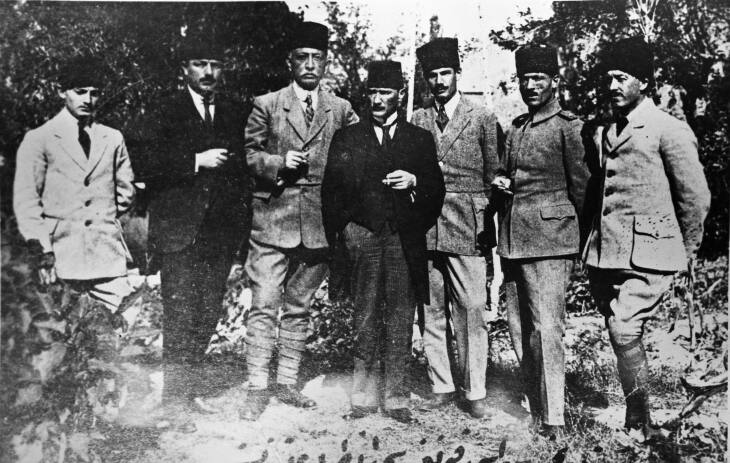
Nazionalisti di spicco al Congresso di Sivas. (Da sinistra a destra: Muzaffer Kılıç, Rauf Orbay, Bekir Sami Kunduh, Mustafa Kemal Atatürk, Ruşen Eşref Ünaydın, Cemil Cahit Toydemir, Cevat Abbas Gürer)

I rivoluzionari turchi si ribellarono contro questa suddivisione e contro il Trattato di Sèvres, firmato nel 1920 dal governo ottomano, che divideva parti dell'Anatolia stessa.
Lo stabilimento di un'alleanza dei rivoluzionari turchi durante la spartizione portò alla guerra d'indipendenza turca, all'abolizione del sultanato ottomano il 1 novembre 1922 e alla dichiarazione della Repubblica di Turchia il 29 ottobre 1923. il movimento dichiarò che l'unica fonte di governo per il popolo turco sarebbe stata la democratica Grande Assemblea Nazionale della Turchia.
Il movimento venne creato nel 1919 attraverso una serie di accordi e conferenze in tutta l'Anatolia e la Tracia. Il processo era finalizzato ad unire movimenti indipendenti in tutto il paese per costruire una voce comune e venne attribuito a Mustafa Kemal Atatürk, dato che ne fu portavoce, figura pubblica e capo militare primario del movimento.

## L'Accordo di Amasya, giugno 1919
L'Accordo di Amasya fu importante sotto vari aspetti. Esso fu il primo appello per la costituzione di un movimento nazionale contro le potenze occupanti. Consisteva in una serie di colloqui riguardanti l'indipendenza nazionale. Il messaggio trasmesso affermava:
- L'unità della madrepatria e l'indipendenza nazionale sono in pericolo.
- Il governo d'Istanbul è incapace di assumersi le proprie responsabilità.
- È unicamente attraverso lo sforzo della nazione e la sua determinazione che l'indipendenza nazionale sarà ottenuta.
- È necessario istituire un comitato nazionale, libero da qualsiasi interferenza e controllo esterni, che rivedrà la situazione nazionale e renderà noto ai popoli del mondo il suo desiderio di giustizia.
- Viene immediatamente deciso di tenere un Congresso Nazionale a Sivas, la località più sicura dell'Anatolia.
- Tre rappresentanti di ogni provincia saranno inviati immediatamente al Congresso di Sivas.
- Prepararsi a ogni eventualità, per la quale dovrà essere osservata la massima segretezza.
- Convocazione di un Congresso delle Province orientali per il 10 luglio. La delegazione del Congresso di Erzurum si muoverà per unirsi all'incontro generale di Sivas.

Quest'Accordo venne firmato da Mustafa Kemal Atatürk, Rauf Orbay, Ali Fuat Cebesoy, Refet Bele e, in seguito, da Kâzım Karabekir ad Erzurum.

## Le conferenze

### Il Congresso di Erzurum (agosto 1919)

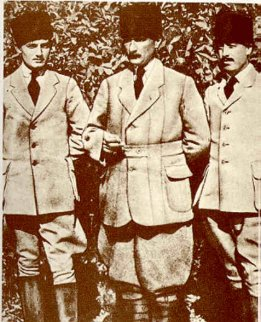
Mustafa Kemal Pascià durante il Congresso di Erzurum.

Sul mandato americano: Il 1º agosto 1919, la Commissione King-Crane tentò di contattare a Costantinopoli (sotto controllo ottomano) un ampio numero di parti interessate per individuare le loro posizioni, al fine di riferirle alla Conferenza di pace di Parigi. Kâzım Karabekir seppe che era stato approvato un memorandum da un insieme di gruppi politici a Costantinopoli e, di conseguenza, il Congresso di Erzurum, che aveva lavorato dal 23 luglio al 7 agosto 1919, inviò a sua volta un memorandum al presidente degli Stati Uniti d'America Woodrow Wilson nella stessa giornata del 1º agosto. Esso voleva probabilmente ricordare a tutte le altre parti dei 14 Punti di Wilson che i nazionalisti turchi erano a conoscenza di ciò. Tra gli obiettivi dei nazionalisti vi era, a quel che sembra, quello di segnalare alle parti interessate la determinazione dei nazionalisti e di mostrare la loro intenzione di non tollerare pressioni politiche indiscriminate. Quello che era iniziato come un suggerimento ai nazionalisti di accettare il Mandato statunitense al momento del Congresso di Erzurum, divenne subito dopo un'energica campagna. Al tempo in cui era stato convocato il Congresso di Sivas, non meno di tre canali stavano premendo sulla leadership dei nazionalisti per convincerla almeno a "prendere in considerazione" la possibilità di un Mandato statunitense, se non addirittura di adottare una risoluzione in favore di esso allo stesso Congresso di Sivas.

### Il Congresso di Sivas (settembre 1919)

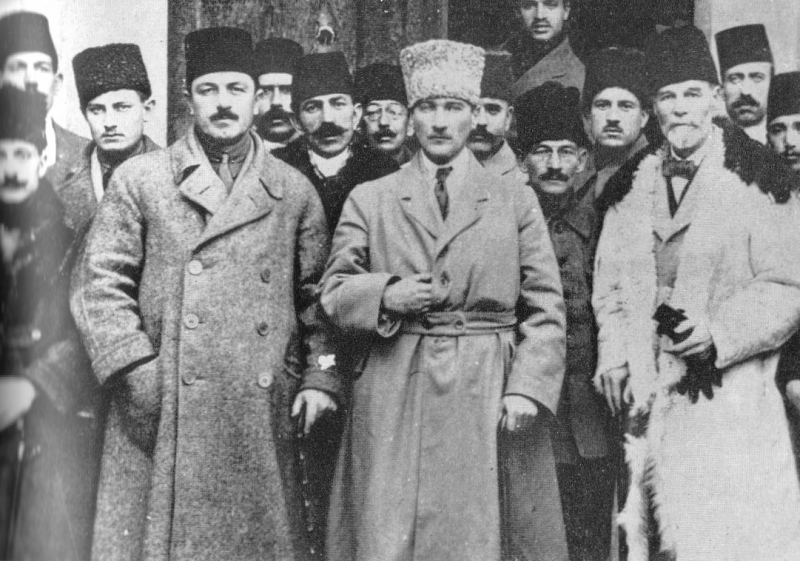
I membri del Movimento durante il Congresso di Sivas. (Da sinistra a destra: Rauf Orbay, Mustafa Kemal Atatürk, Ahmet Rüstem Bilinski)

Il Congresso di Sivas fu il primo incontro che mise insieme per la prima volta i 14 componenti costitutivi del Movimento in uno stesso locale. Costoro stilarono un piano tra il 16 e il 29 ottobre. Concordarono sul fatto che il parlamento si sarebbe dovuto convocare a Costantinopoli, anche se era ovvio che questo parlamento non avrebbe potuto funzionare sotto l'occupazione dei vincitori dell'Impero ottomano. Era una grande opportunità per costituire le fondamenta e la legittimità del nuovo Stato. Così i congressisti decisero di formalizzare un "Comitato Rappresentativo" che avrebbe dovuto gestire la distribuzione delle risorse umane e la loro implementazione e che avrebbe potuto facilmente diventare un nuovo governo, sempre che gli Alleati si fossero liberati dell'intera struttura del governo ottomano. Mustafa Kemal fissò due concetti nel suo programma: indipendenza e integrità. Mustafa Kemal pose le basi per le condizioni che avrebbero legittimato questo organismo e delegittimato il Parlamento ottomano. Tali condizioni furono anche menzionate dalle "regole" del Presidente W. Wilson.
Mustafa Kemal inaugurò il Congresso Nazionale di Sivas, alla presenza di delegati provenienti dall'intera nazione turca. Le risoluzioni adottate a Erzurum furono trasformate in un appello nazionale e lo stesso nome dell'organizzazione cambiò in quello di "Società per la difesa dei diritti e degli interessi delle Province d'Anatolia e Rumelia". Le risoluzioni di Erzurum vennero riaffermate con aggiunte minori, che includevano nuove clausole come l'art. 3, che stabiliva che era inaccettabile la formazione di una Grecia indipendente sui fronti di Aydın, Manisa e Balıkesir. Il Congresso di Sivas rafforzava essenzialmente le posizioni deliberate al Congresso di Erzurum. Vennero assunte tutte, mentre la Commissione Harbord arrivava a Costantinopoli.

## La Grande Assemblea Nazionale (aprile 1920)
Vennero messi a punto piani per organizzare un nuovo governo e un nuovo parlamento ad Ankara e il sultano chiese che venisse riconosciuta la sua autorità. Una marea di sostenitori si mosse alla volta di Ankara, proprio davanti agli occhi degli Alleati. Tra costoro figuravano Halide Edib, suo marito Adnan Adıvar, İsmet İnönü, i principali compagni di Kemal al Ministero della Guerra, e l'ultimo presidente della Camera dei Deputati, Celalettin Arif. L'abbandono di quest'ultimo della capitale fu di grande significato. Presidente legalmente eletto dell'ultimo parlamento ottomano, egli proclamò che esso era stato disciolto illegalmente, in violazione della Costituzione, dando modo a Kemal di assumere pieni poteri governativi per il nuovo regime di Ankara.
Nel marzo 1920, Kemal annunciò che la nazione turca aveva istituito il suo proprio Parlamento ad Ankara, sotto il nome di Grande Assemblea Nazionale. Circa 100 membri del Parlamento ottomano riuscirono a fuggire dal controllo alleato e raggiunsero i 190 deputati eletti nel paese dal gruppo nazionale di resistenza. Il 23 aprile 1920, la nuova Assemblea si riunì per la prima volta, identificando Mustafa Kemal come suo primo presidente e İsmet İnönü, allora deputato di Edirne, capo di stato maggiore generale.

## Conclusione
Dopo l'istituzione del Movimento Nazionale Turco e la vittoriosa guerra d'indipendenza turca, i rivoluzionari abolirono il sultanato ottomano il 1º novembre 1922 e proclamarono la Repubblica di Turchia il 29 ottobre 1923. Il Movimento interruppe il Trattato di Sèvres e negoziò quello di Losanna, assicurando il riconoscimento dei confini nazionali, definendo il Misak-ı Millî (Patto Nazionale).
Le forze nazionali vennero unite attorno alla leadership di Mustafa Kemal Atatürk e all'autorità della Grande Assemblea Nazionale creata ad Ankara, proseguendo la guerra d'indipendenza turca. Il Movimento si riconobbe in un'ideologia politica che è generalmente definita "kemalismo", o "Atatürkçülük". I suoi principi base sottolineavano repubblica - una forma di governo in cui il potere è certificato dal voto degli elettori, di amministrazione secolare ((laïcité), di nazionalismo, di un'economia mista con la partecipazione statale in molti settori (opposta al socialismo di Stato) e di modernizzazione nazionale.
I rivoluzionari turchi vennero notevolmente influenzati dalle idee che fiorirono durante il periodo delle Tanzimat. I rivoluzionari non devono essere associati al movimento dei Giovani Turchi di quello stesso periodo, che erano strettamente legati alla causa ottomana agli ideali dell'ottomanismo. I rivoluzionari turchi non erano neppure un gruppo omogeneo di persone e avevano differenti concezioni politiche e sociali. Vi furono anni in cui la maggior parte di loro non comunicava tra loro, anche se presiedevano le principali istituzioni sociali e politiche L'idea comune che li teneva insieme era avere una nazione sovrana.